# Jana Svobodová (divadelní režisérka)
Jana Svobodová (* 11. června 1962 Praha) je česká divadelní režisérka, divadelní pedagožka, zakladatelka vzdělávacího programu Archa.lab a umělecká ředitelka festivalu Akcent. Je označována za průkopnici dokumentárního divadla v České republice.

## Vzdělání
Jana Svobodová vystudovala pražskou DAMU, katedru loutkářství. Její divadelní tvorbu v počátcích ovlivnila spolupráce s Petrem Schumannem a jeho divadlem Bread and Puppet Theater. V letech 1988, 1991, 1994, 1995, 1996 se podílela na projektech Petra Schumanna v USA, v České republice a v Německu. V roce 1992 absolvovala taneční trénink v Japonsku u Mina Tanaky.
Dalším zdrojem inspirace byla pro ni americká režisérka a divadelní teoretička Anne Bogart, se kterou se poprvé setkala v roce 1992. V letech 1997–2007 Svobodová absolvovala pod vedením Anne Bogart dílny metody Viewpoints. V roce 2007 přeložila The Viewpoints Book autorek Anne Bogart a Tiny Landau, která popisuje metody přípravy režisérů, herců a performerů.

## Inscenace

### 90. léta 20. století
Na přelomu osmdesátých a devadesátých let vytváří samostatné vstupy ve velkých „open air“ představeních Bread and Puppet v USA (1988, 1995). Podílela se na Schumannových inscenacích v Divadle Archa Den je ráno, poledne a večer (1994) a Sedli si za stůl a jedli (1996 spolu s hercem Jánem Sedalem). V roce 1995 pod Schumannovým vedením působila jako asistentka režie, choreografka a performerka v představeních v Dachau (u příležitosti padesátého výročí osvobození koncentračního tábora) a ve Stuttgartu (I. Stravinskij: Oidipus Rex).
Od roku 1997 spolupracovala Jana Svobodová režijně a autorsky s výtvarníkem Petrem Niklem. Společně s hudebníky Vojtěchem a Irenou Havlovými vytvořili představení Slunovrat/Solstice, které bylo uvedeno na festivalech v Johannesburgu (Arts Alive 97), v Kjótu, v Londýně, v Bruselu a v Bělehradě. Johannesburské noviny Beeld napsaly „Solstice je neobyčejný, ba dokonce nezapomenutelný divadelní zážitek, ve kterém ožívají prvky nejstarších divadelních forem – rituály a mysteria. Jestliže vás tato inscenace neokouzlí, znamená to pouze, že vaše fantazie je zcela otupená. Což je tragický stav, který můžete napravit jedině vy sám...“ 
V Johannesburgu vedli dílnu s místními umělci. Inscenaci, která vzešla z této dílny, pak společně hráli v černošských townshipech. To vedlo k trvalejší spolupráci mezi Svobodovou, Niklem a skupinou Jihoafričanů. Společně vytvořili inscenace V zrcadle – Odrazy pohádkových obrazů (1998) a Za zrcadlem (1999). O tomto představení napsala A. Irmannová v Taneční sezóně: „Během představení přestává být důležité, kdo je kým, všechny prvky tvoří dohromady nějaké nové neokoukané divadlo. Není to tak, že černí tanečníci přinášejí na jeviště chuť cizí etnicity, ale díky ní vytvářejí prostor pro nová jevištní zkoumání. A tak stínohra, loutky, africké písně, černá kůže, bílá kůže a minimalistická hudba, to vše zakládá novou specifickou neotřelou estetiku. Toto představení Za zrcadlem se dá pojmout i jako ucelené výtvarné dílo.“

### 2000–2004
V roce 2000 vytvořila Jana Svobodová na základě textů americké avantgardní spisovatelky Gertrude Steinové inscenaci pro čtyři herečky (Dana Poláková, Eva Pospíšilová, Hana Schmidtmajerová, Lenka Vychodilová) Hodná Anna. Podíleli se na ní také Petr Nikl jako výtvarník scény a kostýmů a hudebník Jaroslav Kořán, který přímo na pódiu dotvářel kreace hereček, k čemuž užíval nádobí, vysavač nebo kráječ na chleba. Některé předměty začaly žít vlastním životem. Podle Petra Slabého v Hospodářských novinách „Scéna vytvořená P. Niklem působí jako kinetické výtvarné dílo.“
V září 2001 měla premiéru hudební inscenace Marné tázání nebes s podtitulem Barokní činérie. Svobodová k ní společně s Alešem Rolečkem a Ondřejem Hrabem napsala scénář o putování českých jezuitů na počátku 18. století za čínským císařem. Inscenaci, která byla založena na prolínání prvků pekingské opery s principy barokního divadla režíroval J. A. Pitínský, hudbu k ní složil Petr Hromádka. Jana Svobodová vytvářela choreografie. Hlavní roli měla čínská zpěvačka Feng-Jün Song.
K dílu Gertrude Steinové se vrátila v březnu 2002 inscenace Něžné knoflíky. Její texty konfrontovala s tvorbou nevidomé židovské zpěvačky a pianistky Kateryny Kolcové. Jiří Peňas v Týdnu píše : „Divadlo radikální imaginace, poetistický kabaret s šansoniérkou, melancholikem a balerinou, dada zdrsnělé lesbicko-feminní urputností. Některá místa jsou skutečně skvělá a divák je jimi tažen jak na špagátu smělosti. Hranice mezi slovy a obrazy splývají, obrysy smyslu se roztékají jak barvy na paletě fauvistického malíře, zvuky přecházejí v melodie, tanec a gesta v křeč a topornost“.
V roce 2001 navázala Svobodová s Niklem na spolupráci s Jihoafričany inscenací Obnošené sny – Second Hand Twilight. Prolínaly se v ní navzájem komické i tragické situace, mísily se jazyky, hovořilo se česky, anglicky, jazyky zulu a xhosa. Pavlína Sigmundová v MF Dnes říká: “Africké rytmy, tanec, zpěv i výtvarné prostředky slučují dohromady mozaiku snů, které navzdory abstrakci bývají mnohdy velmi konkrétní.“
V roce 2004 vznikla nová verze této inscenace pro festival v jihoafrickém Bloemfonteinu. O práci na Obnošených snech vznikl dokumentární film dokumentaristy Pavla Kouteckého Pojď blíž cukrátko, který měl premiéru na mezinárodním filmovém festivalu Jeden svět v listopadu 2005 a později byl vysílán v České televizi. „... můžeme říct, že duo Jana Svobodová a Petr Nikl vrylo svým rukopisem nesmazatelné stopy do pražského divadelního provozu a také do novodobé historie současného českého divadelního výrazu.“ zhodnotila práci Svobodové a Nikla Anna Irmannová v Literárních novinách.
V prosinci 2003 vytváří Svobodová pod nickem JAWA 450 inscenaci Chat – Nebezpečně snadné známosti, která reagovala na v té době nový fenomén chatování na internetu. Všichni tvůrci inscenace byli v programu označeni nicky – krycími jmény typickými pro internetovou komunikaci. Scénář vytvořila autorská dvojice MAZDA (Martina Hrabová a Zdeněk Houška). V představení účinkovali Zorro (Rostislav Novák) a Ritta (Petra Oswaldová) a představitelé hiphopové scény Freaky Jesus (Michal Nedvěd), Cossiga (Jaroslav Vanický) a Dowis (Aleš Jindra). Inscenace Chat hostovala v Tokiu, Cardiffu, Lublani a Vídni. Tomáš Pospiszyl ve své recenzi v Týdnu říká: „Ten, kdo se ve světě internetu nevyzná, nemusí mít z představení strach. Pod jeho technoslupkou se jedná o klasický příběh o touze najít spřízněné srdce. [...] Rozhodně to je dobrý tip, kam vzít svoji internetovou známost na první rande.“
Počátkem roku 2004 Svobodová režírovala inscenaci Čajovna Karma. Scénář pro tento „duchovní horor“ napsali pod pseudonymem Jan Alesondra společně Jana Svobodová, Aleš Roleček a Ondřej Hrab. Většina účinkujících byli protagonisté předcházejících projektů Feng-Jün Song, operní pěvci Petr Matuszek, Tereza Roglová a Markéta Dvořáková, herci Števo Capko, Eva Dosedělová a Nika Nováková, Jing Lu a Hong Seong Heon (Marné tázání nebes), Rostislav Novák (Chat), Petra Oswaldová (Chat, Něžné knoflíky) a hudebnice Agnes Kutas (Něžné knoflíky). Hudbu k představení složil Michal Nejtek. Hilda Mráčková v recenzi v Českých novinách píše: „Každý ze zpěváků reprezentuje jiný styl a v jeho rámci je na vysoké interpretační úrovni. Výsledek je estetický a jemný a připomíná malbu na hedvábí.“

### 2005–2010
V roce 2005 se uskutečnil projekt Putování za snem, který měl premiéru 6. dubna v uprchlickém táboře Červený Újezd a následně v táborech Bělá pod Bezdězem-Jezová, Kostelec nad Orlicí a Zastávka u Brna. Speciální podobu mělo uvedení tohoto projektu v Praze, v Divadle Archa. Původně projekt vznikal jako spolupráce Divadla Archa a nizozemské divadelní skupiny Dogtroep, ale rozpad Dogtroep zapříčinil, že se Archa věnovala tomuto projektu sama. Jana Svobodová, která projekt vedla (scénář a režie), přizvala ke spolupráci divadelníky z předcházejících inscenací. Po časově náročné přípravě vytvořili spolu se skupinou žadatelů o azyl inscenaci, která podle kritika Vladimíra Hulce naplňovala „jeden ze základních smyslů divadla jako takového – být sociálně integrujícím prvkem v komunitě a místě, kde se odehrává.“ Diváci během ní procházeli táborem, kde byli svědky jakoby náhodných událostí. Nakonec se všichni sešli v místní tělocvičně, kde představení vyvrcholilo. Hulec pokračuje: „Mnohé obrazy mají až magický účinek, zvláště práce s výtvarnou animací a s principem živého vstupování a vystupování do a z promítaných obrazů. Více než herectví či jevištní kouzla však na diváka působí pravé emoce zprostředkovávané živou hudbou a autenticitou skutečných uprchlíků.“ Projekt vznikl koprodukcí Divadla Archa a Správy uprchlických zařízení Ministerstva vnitra ČR k patnáctému výročí uprchlických táborů v Čechách. Inscenace byla nominována na cenu Sazky a Divadelních novin za rok 2005.
Na základě úspěchu Putování za snem Rada vlády pro lidská práva oslovila Divadlo Archa a Janu Svobodovou, aby vytvořila inscenaci v rámci kampaně Spolu proti rasismu (Projekt Tolerance 2005). Na podzim roku 2005 se Svobodová s týmem umělců přemístila do azylového zařízení v Bělé pod Bezdězem. Po dvou měsících pobytu v táboře vznikla na základě jejího konceptu a v její režii inscenace V 11:20 tě opouštím!. Mnozí z aktérů nikdy předtím divadlo nehráli, nedrželi v ruce evropský hudební nástroj, nezpívali a netancovali na veřejnosti. Představení, které probíhalo v prostorách tábora, mělo osm repríz a vidělo je téměř 2000 diváků. Hudbu složil Michal Nejtek a Ivan Acher, autory textů písní byli Šimon Ornest, Ondřej Hrab a Dowis. Součástí programu k představení byl i soundtrack na CD. Proměnu tábora v divadelní scénu, zkoušky a představení zachycuje dokumentární film Pavla Kouteckého Krásnej život budu mít. Kromě tvorby představení sleduje film konkrétní lidské osudy, které dokreslují sociální rozměr celého projektu. Film měl premiéru v únoru 2006 a byl uveden v Českém centru v New Yorku v roce 2011.
V rámci oslav dvoustého výročí narození Hanse Christiana Andersena vytvořila na jaře 2006 Svobodová s týmem, který tvořili představitelé hip-hopové scény Dowis a Cossiga, herec Josef Rosen, čínská performerka Jing Lu a hudební skladatel Michal Nejtek inscenaci SenAnderSen. V inscenaci jsou příběhy umělců ulice konfrontovány s příběhem Hanse Christiana Andersena, jehož cesta ke slávě byla doprovázena řadou neúspěchů, zklamání, ponižování a posměchu.
Inscenace SenAnderSen byla pod titulem Dreaming.Andersen uvedena v říjnu 2006 v New Yorku. Tři představení uvedená v Tribeca Performing Arts Center byla součástí festivalu European Dream, který americkému publiku představoval nové evropské umění. Christopher L. Berchild píše o tomto představení v časopise TheatreForum: „Nejsilnější obraz této inscenace je zároveň také nejpomíjivější – jeden z beatboxerů je na konci představení donucen umýt mopem podlahu a „namaluje“ na ni vodou Andersenův portrét. Zatímco diváci sedí užaslí nad tímto závěrečným obrazem, portrét rychle horkem světelné techniky mizí, aby v okamžiku, kdy diváci začínají opouštět divadlo, zmizel úplně.“
V září 2006 vytvořila Svobodová inscenaci Divnej soused. Inscenace byla postavena na autentických příbězích čtyř protagonistů, kteří opustili azylové tábory a usadili se ve městě. Byla situována do moderní administrativní budovy Danube House v pražském Karlíně. Hudbu složil Ivan Acher, scénu a projekce navrhl rakouský multimediální umělec Domink Rinnhofer. Hlavními protagonisty byli arménský hudebník, barmský politický uprchlík, čečenská žena, která ve válce ztratila veškeré příbuzenstvo, čínská zpěvačka a herečka, jejíž rodiče přišli do Čech podnikat. Název představení odkazuje k rozhovoru s Marinou s Čečny. Na otázku Jany Svobodové, co v České republice chce dělat, řekla: „Já bych chtěla být sousedkou“. Inscenace vznikla v rámci akce Spolu proti rasismu.
K tématu migrantů se Svobodová vrací znovu v roce 2008. V prostorách Divadla Archa iniciovala a režírovala inscenaci Tanec přes plot. Inscenace se skládala z pěti příběhů, které byly uváděny paralelně na různých místech divadelního sálu. Obecenstvo bylo rozděleno do pěti skupin, které postupně příběhy sledovaly. Pořadí těchto malých představení bylo pro každou skupinu diváků jiné, tomu odpovídal také podtitul Pro každého jiný příběh. Jana Svobodová přizvala ke spolupráci spisovatelku Hanu Andronikovou, která každému z autentických příběhů dala dramatický oblouk. Vladimír Hulec hodnotí v Reflexu: „Každý z účinkujících zvolil jiný přístup – jako vypravěč, herec, loutkoherec. Někdo situaci bohatě rozehrává a někdo vytváří už samostatné číslo, jež by obstálo i samo o sobě (duet slovenského tanečníka Daniela Račka a Číňanky Jing Lu). Výsledná divadelní mozaika je z velké části bolestná a tragická, byť nepostrádá rysy grotesky a naděje.“ Běh představení frázovala hudební čísla kapely Allstar Refjúdží Band, kterou vedl americký hudebník a divadelník Michael Romanyshyn. Podle Niny Vangeli je „Orchestr s klezmerovým zvukem je velkým kladem. Číňanka Jing Lu jako bizarní zpěvačka ječivého čínského »tanga« je neodolatelná.“ Orchestr Allstar Refjúdží Band, v němž Jana Svobodová zpočátku hrála na saxofon, začal v roce 2008 samostatně koncertovat.
V roce 2010 Svobodová spolu s Hanou Andronikovou a Allstar Refjúdží Bandem pod Romanyshinovým vedením vytvořila pro Divadlo Archa představení Šašci, špióni a prezidenti. Tato inscenace, která byla zpočátku uváděna pod názvem Pakosti a drabanti, se zabývala otázkou přijetí migrantů. „Divák se může obeznámit, aspoň zčásti, nejen s důvody, proč se rozhodli odejít ze své vlasti a přijít k nám, ale může si také užít své vlastní, podvědomé xenofobní nálady a posoudit, jaké pocity se v něm probouzí při představě, že by na Pražském hradě zasedl Kurd nebo Číňan. Je to zábavné. Obzvlášť, když shledá, jak je pro něj ta představa nepřijatelná nebo neobvyklá.“ píše ve své recenzi Roman Sikora.

### 2010–2020
V únoru 2012 měla premiéru inscenace Sólo pro Lu, kterou vytvořila Svobodová s Jing Lu, Číňankou dlouhodobě žijící v Praze. Jing Lu hrála a zpívala již v předcházejících inscenacích a je členkou kapely Allstar Refjúdží Band. Autorem hudby, která vznikala na základě živého zvukového plánu, který sama performerka vytvářela přímo před zraky diváků, byl Michal Nejtek. Jing Lu se narodila v Wu-chanu a na scéně se pomocí kytarového looperu a malé dřevěné skříňky, ve které si přivezla pár věcí z Číny, ve svých vzpomínkách vrací do dětství, které prožila v komunistické Číně. Vypráví o životě imigrantky v post-komunistických Čechách a sní o budoucnosti. „V intimním příběhu plném tragických událostí, nepřízně osudu, ale i cesty za úspěchem, exceluje na jevišti samotná protagonistka,“ píše o Lu Zdenka Danková v The Epoch Times. S touto inscenací se Svobodová a Lu účastnily festivalu neoficiální kultury v Pekingu. Finanční prostředky na cestu do Číny se vybraly pomocí crowdfundingu. V listopadu 2012 se inscenace představila na festivalu Temps D’Images v Kluži a uspěla také v lednu 2013 na veletrhu APAP v New Yorku, v roce 2014 na festivalu ICAF v Rotterdamu a Burgerbühnen v Drážďanech. Sólo pro Lu uvádí E. van Erven ve svém článku v časopise The Drama Review jako jeden z příkladů, v nichž avantgardní divadelní postupy kombinované s autentickou osobní výpovědí předjímají vývoj světového divadla.
V polovině roku 2012 Jana Svobodová spolu s česko-švýcarským performerem Philippem Schenkerem, hudebníkem Janem Burianem ml. a videoartistou Jaroslavem Hrdličkou postavili na náměstí Kostelce nad Orlicí stánek. Říkali mu Trafika. Každý, kdo prošel kolem, mohl vyměnit svůj příběh za kávu, cigaretu nebo za příběh někoho jiného. Takto začala práce na inscenaci Vadí-nevadí.cz/Kdo je srab a kdo je hrdina? Po dlouhých přípravách se 11. února 2014 konala premiéra v Divadle Archa, kde byla následně inscenace pravidelně uváděna do poloviny roku 2016. Vzorek obyvatel Kostelce byl reprezentován čtyřmi romskými dětmi a romskou babičkou, čtyřmi českými adolescenty a mladým běloruským párem, který v kosteleckém uprchlickém táboře čekal na politický azyl. Inscenace byla uvedena na festivalech v Drážďanech a v polské Bytomi. „Vzdávám obdiv všem, zvláště dětským hercům-nehercům,“ píše v Dívadelních novinách K. Zindulová, „za energii a úsilí vložené do ztvárňování obrazu vlastního domova. Protože skutečné emoce na jevišti jsou přeci jen skutečné a vychází-li myšlenky a výpovědi z opravdových prožitků aktérů děje, divák to pozná. A pokud se přesto ošívá a v průběhu večera mu něco VADÍ, je to pravděpodobně tím, že se našel v některých nelichotivých postojích, objevil sám sebe v roli předsudečného souseda nebo prostě zjistil, že o některých věcech nechce přemýšlet.“
Formu představení Tanec přes plot zopakovala Svobodová roce 2014 v americkém Pittsburghu. Tentokrát však v ulicích pittsburské čtvrti North Side. Na pozvání organizace City of Asylum vznikl v koprodukci s Divadlem Archa projekt nazvaný Lost and found (Ztráty a nálezy). Publikum představení bylo rozděleno do čtyř skupin, které putovaly mezi stanovišti v přilehlých ulicích, kde byli postupně svědky divadelních příběhů uprchlíků z Konga, Bhútánu, Iráku a Nepálu, kteří pouze nedávno získali azyl v USA. Na závěr se všichni sešli na koncertu kapely Allstar Refjúdží Band. „Pokud nejste experti na neutěšenou situaci milionů politických a ekonomických uprchlíků ve světě, a možná i když jste, tyto příběhy vás ohromí. Například tři z těchto uprchlíků strávili více než deset let v uprchlickém táboře, než se jim podařilo emigrovat do USA. Al Qatiův útěk, kterým jen o vlásek unikl ze Saddámova Iráku, je thriller sám osobě. Příběhy jsou vyprávěny bez příkras a divadelní prostředky jim dodávají hloubku.“ napsal po představení Bill O'Driscoll v deníku Pittsburgh City Paper.
Následující rok pozval Svobodovou F. John Herbert, ředitel uměleckého centra Legion Arts v Cedar Rapids (Iowa, USA), aby zde vytvořila inscenaci, která by reflektovala více jeden a půl století historie české komunity v tomto městě. Více než rok příprav vyústil v inscenaci nazvanou New Bohemia: In the Middle of America. Název inscenace odkazoval ke čtvrti New Bohemia. Zde má ateliér jeden z protagonistů projektu fotograf David van Allen. Portrétuje své sousedy. Jsou mezi nimi i potomci českých přistěhovalců a imigranti z různých koutů světa. Obyvatelé New Bohemia z jeho fotografií vystupují a vyprávějí své životní příběhy. Svobodová vytvořila toto představní ve spolupráci s Philipem Schenkerem (výzkum a světelný design), Janem Burianem ml. (hudba), Jakubem Hrabem (kamera a design videoprojekcí) a Jaroslavem Hrdličkou (koncepce video záznamů). Představení bylo také uvedeno v divadle Archa – 12. a 13. listopadu 2016. Německý hudební skladatel a režisér Heiner Goebbels o tomto představení napsal: „Nejsem nadšencem „dokumentárního divadla“, ale když jsem navštívil představení New Bohemia, jednalo se o poutavý profesionální dialog o úhlech světla a fotografických perspektivách. Ty mě fascinovaly do chvíle, kdy jsem se náhle ocitl uprostřed otázek týkajících se imigrace a životních příběhů. Dobře vytvořená a uchopená inscenace s jemnou a chytrou strategií. A mimochodem – také se skvělým soundtrackem.“
V lednu 2017 měly v Praze premiéru Obyčejní lidé. Inscenace dokumentárního divadla, kterou vytvořila Jana Svobodová spolu s čínskou choreografkou Wen Hui, byla postavená na průsečících autentických osobních příběhů Čechů a Číňanů na pozadí událostí „velkých“ dějin dvacátého století. Vedle zakladatelky nezávislého čínského souboru Living Dance Studio Wen Hui, je protagonistou této inscenace Vladimír Tůma narozený v roce 1942, dvě čínské tanečnice Jiang Fan a Li Xinmin (později Pan Xiaonan a Li Yuyao), čínský kytarista Wen Luyuan, performer Philipp Schenker, hudebník Jan Burian ml., mediální umělec Jaroslav Hrdlička a světelný designer Pavel Kotlík. Inscenace byla v červenci 2019 uvedena v hlavním programu 73. ročníku Festivalu v Avignonu, kde měla sedm úspěšných repríz. Samotné pozvání na festival bylo velkým oceněním, poslední český soubor byl na tento festival přizván v roce 2002. Na podzim 2019 se konala představení v Paříži v rámci Festival d’Automne à Paris a následně na jiných místech ve Francii a v portugalském Portu. V recenzi inscenace v novinách Le Monde Rosita Boisseau píše: „Tahat za nitky, které splétají intimní zpovědi a společenské komentáře, aniž by převažovalo jedno a bylo umenšováno druhé, vyžaduje velmi zvláštní talent. Wen Hui a Jana Svobodová jej mají. Kombinují empatii a odstup, daří se jim vyprávět a přitom postupovat od jednotlivce ke kolektivu a od politiky k jednotlivcům.“
Další inscenace dokumentárního divadla založená na kombinaci rozličných divadelních postupů měla premiéru 21. srpna 2018 v den padesátého výročí vpádu vojsk Varšavské smlouvy a následné okupace Československa Sovětskou armádou. Inscenace Rusáci? si kladla otázku, jak sami sebe vnímají mladí Rusové, kteří žijí teď v České republice. Co je do země přivedlo a jak se s komplikovanou historií vyrovnávají? Tvůrčí tým složený z Jany Svobodové, Jana Buriana ml. a Jaroslava Hrdličky pokračoval v dlouhodobé zkušenosti s divadelní tvorbou na základě autentických zdrojů. Vyzvali tanečníky Ingu Zotova-Mikshinu a Romana Zotov-Mikshina a studentku gymnázia Marinu Sokol, aby přinesli do projektu své osobní příběhy. Hudbu a zvuky vytvářejí aktéři přímo na jevišti v interakci s videoartem. Vedle výtvarných a zvukových efektů jsou součástí inscenace choreografie dvojice Zotov-Zotova. „Vzpomínat na historii budeme vždy, ale je správné, že dnes, kdy je tolik zřejmé, jak moc jsou česko-ruské vztahy stále živé, citlivé a bolavé a historie se víc a víc připomíná, dochází k dialogu na poli umění a vznikají projekty jako Rusáci?.“ (Marta Falvey Sovová, Taneční aktuality)

### 2020–2023
29. června 2021 měla premiéru inscenace Ti, kdo mluví sami za sebe, ve které dvanáct žen sdílí s publikem své osudy, snění, vzpomínky z dětství nebo třeba i myšlenky, za které se stydí. V propojených sálech divadla se volně pohybují diváci i performerky, jejichž projevy se cíleně překrývají i doplňují. Diváci mají svobodu se rozhodnout, v jakém pořadí budou příběhy vnímat a zda prožijí všechna vyprávění, nebo jen některé části. Významnou součástí divadelní instalace je využití chytrých telefonů. Estetické kvality spoluutváří hudba Michala Nejtka a světelný design Pavla Kotlíka. Inscenace je strukturovaná do čtyř identických cyklů se dvěma mezihrami a tanečním finále. „… inscenaci vnímám jako nenásilný pokus o zachycení nejrůznějších podob ženství, o autentický vhled do dívčího přemýšlení a bytí, jenž není motivován toliko feministickými stanovisky, jako spíše snahou o přirozenost a pravdivost. V době, která konečně dopřává sluchu i znevýhodněným ženským hlasům, jsou takováto díla potřeba.“ (Petra Zachatá, Divadelní noviny)
Na podzim roku 2022 vytvořila Jana Svobodová v Itálii na pozvání Fondazione Campania dei Festival v rámci projektu Quartieri di Vita inscenaci Perché non io? / Proč ne já?, ve které devět mladých lidí z východní, chudé části Neapole sdílí v metaforických obrazech své osobní příběhy. Performeři byli nejen autory textů, které zčásti pronášeli v neapolském dialektu, ale i hudební, světelné i scénografické složky. Premiéry se konaly 16. listopadu 2022 v Praze a 25. listopadu v Neapoli. Inscenace vznikla v koprodukci Divadla Archa s NEST Napoli Est Teatro a Fondazione Campania dei Festival/Quartieri di Vita. Byla vybrána do programu oslav stého výročí existence Italského institutu v Praze.
Na začátku roku 2023 vznikla jako reakce na ruskou agresi vůči Ukrajině pod vedením Jany Svobodové inscenace Osm krátkých kompozic ze života Ukrajinců pro západní publikum na základě stejnojmenného textu ukrajinské dramatičky Anastasiie Kosodii. Režisérka zvolila velmi skromný formát, aby příběhy mohly působit samy o sobě bez velkých gest a interpretací. Na jevišti se potkává pět účinkujících z různých evropských zemí – Irska, Velké Británie, Nizozemska, Švédska a Ukrajiny. Reagují na text Anastasie Kosodii, který se promítá na plátno. Občas ho doprovázejí pohybem, zpěvem a nebo osobní výpovědí. Jinak je ticho.
Jak mluvit o Ukrajině? V divadle, ale ne ledajakém! V divadle, které se vyhýbá pasti sentimentality, kterou rychle pocítíme a rychle zapomeneme. Stejně jako pasti racionálního a neangažovaného odstupu. Anastasiia Kosodii (text) a Jana Svobodová (režie) našly správnou rovnováhu.

## Specifické projekty
Jana Svobodová využívá základních principů divadelního tvorby k uvádění odborných debat ve scénických kompozicích. Spolu s literárním historikem Martinem C. Putnou vytvořila sérii projektů nazvanou Vědecké divadlo, např. o Keltech a keltománii (2004) a následně odkazu divadelníka E. F. Buriana (2004).
Princip propojování divadelní formy s odbornou diskusí uplatnila Svobodová v pořadech v rámci projektu 68/89 – Divadlo.Doba.Dějiny, který pořádalo Divadlo Archa v letech 2008 a 2009 za podpory EU a ve spolupráci s německou Spolkovou kulturní nadací. Svobodová byla autorem koncepce a režie tematického večera ke čtyřicátému výročí revolučních událostí šedesátých let nazvaného Misunderstanding 1968. Programu, ve kterém se prolínala hudba, film a divadelní akce s odbornou debatou, se osobně na jevišti účastnili Václav Havel, Jaques Rupnik Jiřina Šiklová aj. Večerem provázel Jaroslav Rudiš. Kromě expertů, pamětníků a performerů byli do scénických akcí zapojeni studenti středních a vysokých škol ve věku tehdejších hybatelů revolty proti konvencím v San Franciscu, Paříži, Berlíně stejně jako v Praze.
V následujícím roce na obdobném principu režírovala Svobodová projekt nazvaný Šance 89 aneb Window of Opportunity. Inscenace tentokrát sledovala příběh česko-německého páru v různých historických okamžicích (1975, 1989, 2005). Na každé dějství navazovala debata politiků, politologů, historiků a sociologů. V pražské premiéře osobně vystoupil Václav Havel, který v následujících reprízách do představení vstupoval ze záznamu. Kromě odborníků se projektu účastnili studenti vysokých a středních škol, kteří tvořili porotu, hodnotící činy generace svých rodičů. Diskutující stejně jako členové studentské poroty při každém uvedení inscenace měnili. Po premiéře v Divadle Archa byl projekt úspěšně uveden na festivalu Divadelná Nitra a jinde. Inscenace byla uvedena za účasti českých a amerických odborníků a dvanácti amerických studentů narozených v roce 1989 v New Yorku jako součást festivalu Performing Revolution in Central and Eastern Europe, který pořádala New York Public Library.
Na podzim roku 2015 vytvořila Jana Svobodová koncept a režii české verze večera Fremde Freunde – Pěšky mezi Drážďanami a Prahou v rámci společného projektu Divadla Archa a Státního divadla Drážďany (Staatsschauspiel Dresden). Divadlo Archa a Státní divadlo Drážďany, vyslalo dva umělce, kteří se navzájem před tím neznali (Jiřího Zemana a Tanju Krone), na pěší cestu z Drážďan do Prahy. Zážitky, dokumenty a výpovědi obou umělců Svobodová inscenovala jako společnou večeři diváků a expertů na česko-německé vztahy.
V roce 2018 vytvořila Jana Svobodová koncept závěrečného večera celoročního projektu 1918 Evropský sen o modernitě pro bruselský palác umění Bozar pod názvem Myths and Demons (Mýty a démoni). Večer se skládal z participativních multimediálních instalací, které Svobodová připravila spolu s Janem Burianem a Jaroslavem Hrdličkou, tematických přednášek Martina C.Putny a Pietera De Buyssera a závěrečné diskuse evropských expertů.
Obdobný participativní projekt zakončený odbornou diskusí vytvořila Svobodová pro Evropský parlament v Bruselu v květnu 2019. Projekt Magic of Decision (Kouzlo rozhodnutí) proměnil prostory Domu evropských dějin v galerii s interaktivními instalacemi, které spojovalo téma demokracie a svobody hlasování. Pod vedením Svobodové, Buriana a Hrdličky návštěvníci vytvářeli různá audio-vizuální díla, která se týkala momentu rozhodování.

## Jiné aktivity
Svobodová je ředitelkou mezinárodního festivalu Akcent, který vznikl z iniciativy Divadla Archa a komunitního divadla Divadla z Pasáže v Banské Bystrici a začal v roce 2010 nultým ročníkem. Od prvního ročníku v roce 2011 se koná pod jejím vedením každoročně. Festival vznikl z potřeby vytvořit platformu pro umění, které překračuje hranice mezi uměleckou tvorbou, sociálními problémy a politikou. Festival představuje českému publiku díla zahraničních umělců jako jsou například Rimini Protokoll, Milo Rau, Lola Arias, Wen Hui, She She Pop, Gob Squad, Anna Lengyel, ale zároveň vyhledává neznámé tvůrce sociálně specifického divadla z České republiky, z Ukrajiny, z Jižní Koreje, z Palestiny či z Macaa.

## Vzdělávací projekty
Svobodová je zakladatelkou a uměleckou vedoucí vzdělávacího programu Archa.lab, který od roku 2003 vytváří kreativní prostor pro svobodné hledání uměleckého výrazu. Archa.lab zahrnuje rezidenční program pro mladé tvůrce, pravidelné ateliéry pro veřejnost, dílny zahraničních tvůrců a projekt Archa školám. Od roku 2017 je jeho součástí také Mezinárodní letní škola divadla v sociálním kontextu, ve které vede Svobodová ateliér seznamující účastníky s metodou Úhlů pohledu a jejím uplatnění v dokumentárním divadle. Vedle praktických ateliérů škola nabízí semináře a přednášky zahraničních expertů.

## Odborné texty
- Jana Svobodová, Sociální divadlo neexistuje! in: Divadlo a interakce, M. Klíma a kol., Pražská scéna/Prague Stage Publishing House[109], 2006 s. 61–71
- Jana Svobodová, Vadinevadi.cz – Archa Theatre in: Karaoke Europe, a handbook to social specific theatre, Archa Theatre, PanoDrama, Stanica Žilina, 5e Kwartier, 2014 s. 29–47
- Jana Svobodová, Social-Specific Theatre in Practice: Involving “Real People” in the Process of Theatre Creation, Divadlo Archa–o. p. s., Prague, Czech Republic, 2022. Electronic Edition, ISBN 9788090857612